# Éric Bedouet
Éric Bedouet (Brain-sur-Longuenée, Francia, 14 de abril de 1954) es un exfutbolista, preparador físico y entrenador de fútbol francés. Actualmente está libre.

## Carrera como jugador
En su etapa como futbolista, Bedouet era delantero. Debutó como profesional con el Angers SCO en 1972. Posteriormente, jugó en el Stade Lavallois, el Besançon RC, el Thionville, el Stade de Reims y el Clermont FA. Su último club fue el FC Bourges, donde se retiró en 1987.

## Carrera como entrenador
Tras colgar las botas, comenzó a trabajar en el centro de formación del Stade Lavallois en 1993.
En 1998, Bedouet se incorporó al Girondins de Burdeos para trabajar como asistente de Élie Baup.
En mayo de 2005, Bedouet ocupó la vacante de Michel Pavon (que había dimitido de su cargo) y dirigió al equipo en los 2 últimos partidos de la temporada, empatando en ambos.
En mayo de 2011, tras la dimisión de Jean Tigana, Bedouet entrenó al Girondins de Burdeos en las 4 últimas jornadas de la Ligue 1, consiguiendo 2 victorias y 2 derrotas.
El 20 de enero de 2018, Bedouet se hizo cargo nuevamente del Girondins de Burdeos tras la destitución de Jocelyn Gourvennec. Solo dirigió al equipo en un partido, contra el Nantes, logrando la victoria (0-1) antes de ceder el testigo a Gustavo Poyet.
El 17 de agosto de 2018, el Girondins de Burdeos suspendió de sus funciones a Gustavo Poyet, por lo que Bedouet volvió a convertirse en el entrenador provisional del conjunto francés. Sin embargo, esta vez acabó permaneciendo en el banquillo por más tiempo, toda vez que Ricardo Gomes, contratado como mánager general, no contaba con la preceptiva licencia para ejercer como entrenador en Francia. En consecuencia, Bedouet era el entrenador "de iure"; aunque en la práctica, Ricardo Gomes actuaba como entrenador "de facto". El 8 de marzo de 2019, poco después de que el club anunciara el despido de Ricardo Gomes, Paulo Sousa fue confirmado como nuevo entrenador a partir del 11 de marzo. Bedouet se hizo cargo del Girondins de Burdeos tras la 1.ª jornada de la Ligue 1, cuando era 17.º; y lo dejó en la 13.ª posición a falta de 10 partidos para finalizar el torneo, volviendo a sus labores de preparador físico. En verano de 2021, se desvinculó del club.

## Clubes y estadísticas

### Como jugador
| Club            | País    | Año         | Partidos | Goles |
| --------------- | ------- | ----------- | -------- | ----- |
| Angers SCO      | Francia | 1972 - 1976 | 17       | 2     |
| Stade Lavallois | Francia | 1976 - 1977 | 4        | 0     |
| Besançon RC     | Francia | 1977 - 1979 | 56       | 12    |
| Thionville FC   | Francia | 1979 - 1981 | 60       | 10    |
| Stade de Reims  | Francia | 1981 - 1983 | 34       | 5     |
| Clermont FA     | Francia | 1983 - 1984 |          |       |
| FC Bourges      | Francia | 1984 - 1987 |          |       |

### Como entrenador
| Club                            | País    | Año         | P  | PG | PE | PP | % v.  |
| ------------------------------- | ------- | ----------- | -- | -- | -- | -- | ----- |
| Girondins de Burdeos (interino) | Francia | 2005        | 2  | 0  | 2  | 0  | 0     |
| Girondins de Burdeos (interino) | Francia | 2011        | 4  | 2  | 0  | 2  | 50    |
| Girondins de Burdeos (interino) | Francia | 2018        | 1  | 1  | 0  | 0  | 100   |
| Girondins de Burdeos            | Francia | 2018 - 2019 | 34 | 11 | 10 | 13 | 32.35 |
| Fuente                          |         |             |    |    |    |    |       |